# Danh sách hat-trick của Giải vô địch bóng đá châu Âu

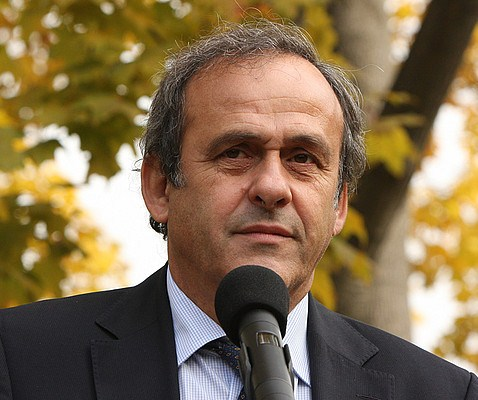
Michel Platini của Pháp là cầu thủ duy nhất đã ghi được hai hat-trick ở giải vô địch châu Âu, đều tại Giải vô địch bóng đá châu Âu 1984, khi đội tuyển của ông tiếp tục vô địch giải đấu.

Đây là danh sách tất cả các hat-trick được ghi tại Giải vô địch bóng đá châu Âu; nghĩa là các trường hợp một cầu thủ đã ghi được ba bàn thắng trở lên trong một trận đấu của giải vô địch bóng đá châu Âu (không bao gồm các trận đấu vòng loại). Ghi một hat-trick trong một Giải vô địch châu Âu là một sự kiện tương đối hiếm hoi: chỉ có 8 hat-trick đã được ghi trong 15 lần của Giải vô địch châu Âu. Vì UEFA là cơ quan quản lý bóng đá châu Âu, các hat-trick chính thức chỉ được ghi nhận khi UEFA công nhận rằng ít nhất ba bàn thắng đã được ghi bởi một cầu thủ trong một trận đấu.
Không có hat-trick nào trong bốn kỳ đầu tiên cho đến bán kết giải đấu năm 1976. Dieter Müller đã ghi hat-trick đầu tiên trong trận đấu quốc tế đầu tiên của mình, khi Tây Đức từ phía sau đánh bại Nam Tư 4–2 sau hiệp phụ. Bốn năm sau, người đồng hương Klaus Allofs đã ghi được hat-trick thứ hai, trong thắng 3–2 ở vòng bảng trước Hà Lan. Giải đấu đầu tiên chứng kiến nhiều hơn một hat-trick là vào năm 1984, cả hai đều  cdo đội trưởng đội tuyển Pháp Michel Plati -ià cầu thủ duy nhất ghi nhiều hơn một hat-trictại k giải vô địch châu  - thực hiệnÂu; hat-trick đầu tiên của ông vào lưới Nam Tư là hat-trick nhanh nhất trong lịch sử giải đấu, cả ba bàn thắng đều đến trong khoảng thời gian 18 phút. Sau ba bàn thắng của Marco van Basten cho Hà Lan trong thắng 3–1 ở vòng bảng trước Anh vào năm 1988, không có hat-trick nào vào các năm 1992 và 1996.
Tại giải vô địch bóng đá châu Âu 2000, có một kỷ lục chung hai hat-trick: Sérgio Conceição đã ghi tất cả các bàn thắng trong chiến thắng vòng bảng của Bồ Đào Nha trước Đức và Patrick Kluivert ghi ba bàn trong thắng 6–1 của Hà Lan trước Nam Tư ở tứ kết. Trong bốn kỳ giải vô địch châu Âu gần nhất (2004, 2008, 2012, 2016), chỉ có một hat-trick, khi David Villa của Tây Ban Nha đã ghi ba bàn trong thắng 4–1 trước Nga ở vòng bảng năm 2008.
Mỗi cầu thủ đã ghi hat-trick ở giải vô địch châu Âu đều kết thúc với đội chiến thắng trong trận đấu đó. Tất cả các cầu thủ, trừ bốn trường hợp, đã kết thúc giải đấu với chức vô địch. Không có cầu thủ nào đã ghi bàn trong một trận chung kết Giải vô địch châu Âu, cũng như không ghi được nhiều hơn ba bàn thắng trong cùng một trận đấu.

## Các hat-trick
| Chuỗi | Cầu thủ             | Thời gian bàn thắng | Đội nhà     | Kết quả      | Đội khách | Giải đấu         | Vòng      | Ngày                | Tk.    |
| ----- | ------------------- | ------------------- | ----------- | ------------ | --------- | ---------------- | --------- | ------------------- | ------ |
| 1     | Dieter Müller       | 82', 115', 119'     | Tây Đức     | 4–2 (s.h.p.) | Nam Tư    | 1976, Nam Tư     | Bán kết   | 17 tháng 6 năm 1976 | [ 3 ]  |
| 2     | Klaus Allofs        | 20', 60', 65'       | Tây Đức     | 3–2          | Hà Lan    | 1980, Ý          | Vòng bảng | 14 tháng 6 năm 1980 | [ 4 ]  |
| 3     | Michel Platini      | 4', 74' (p), 89'    | Pháp        | 5–0          | Bỉ        | 1984, Pháp       | Vòng bảng | 16 tháng 6 năm 1984 | [ 5 ]  |
| 4     | Michel Platini (II) | 59', 62', 77'       | Pháp        | 3–2          | Nam Tư    | 1984, Pháp       | Vòng bảng | 19 tháng 6 năm 1984 | [ 6 ]  |
| 5     | Marco van Basten    | 44', 71', 75'       | Hà Lan      | 3–1          | Anh       | 1988, Tây Đức    | Vòng bảng | 15 tháng 6 năm 1988 | [ 7 ]  |
| 6     | Sérgio Conceição    | 35', 54', 71'       | Bồ Đào Nha  | 3–0          | Đức       | 2000, Bỉ/Hà Lan  | Vòng bảng | 20 tháng 6 năm 2000 | [ 8 ]  |
| 7     | Patrick Kluivert    | 24', 38', 54'       | Hà Lan      | 6–1          | Nam Tư    | 2000, Bỉ/Hà Lan  | Tứ kết    | 25 tháng 6 năm 2000 | [ 9 ]  |
| 8     | David Villa         | 20', 44', 75'       | Tây Ban Nha | 4–1          | Nga       | 2008, Áo/Thụy Sĩ | Vòng bảng | 10 tháng 6 năm 2008 | [ 10 ] |